# Lluís III d'Orleans

Escut d'armes dels ducs d'Orleans

Lluís III d'Orleans a Lluís de França (Saint Germain-en-Laye 3 de febrer de 1549 - Mante 24 d'octubre de 1550), príncep de França i duc d'Orleans (1549-1550).
Era el segon fill mascle (hi havia també dues noies) del rei de França Enric II i de Caterina de Mèdici, i al néixer va rebre com apanatge (assignació hereditària) el ducat d'Orléans on fou duc com Lluís III d'Orleans. Era net per línia paterna del rei Francesc I de França i la princesa Clàudia de França, i per línia materna del duc Llorenç II de Mèdici i la comtessa Magdalena de La Tour. El seu germà gran era Francesc II de França, i va tenir dos germans més joves que foren reis: Carles IX de França i Enric III de França, sobirans de la branca Valois-Angulema, de la Dinastia Valois. La seva educació i custòdia fou confiada a Diana de Poitiers. Els seus pares tenien projectes pel seu quart fill i li reservaven el ducat d'Urbino, qui pertanyia à la famille Médicis, la de la mare. No obstant va morir prematurament a l'any següent del naixement.